# Jaggampeta
Jaggampeta là một mandal thuộc huyện East Godavari, bang Andhra Pradesh, Ấn Độ. It is located on the banks of river Godavari.